# Иов (Потёмкин)
Архиепи́скоп И́ов (в миру Яков Петрович Потёмкин; 22 июля 1752 — 28 марта 1823) — епископ Русской православной церкви, архиепископ Екатеринославский, Херсонский и Таврический.
Племянник князя Григорий Потёмкина.

## Биография
Родился 22 июля 1752 года в селе Нихолажи Смоленской губернии в семье полковника.
Образование получил в Сухопутном шляхетском корпусе, который окончил в чине поручика.
В 1779 году тайно от родителей принял монашество в одном из молдавских монастырей. В 1784 году рукоположён во иеромонаха в Яссах.
С 1785 года — игумен Городищенского Успенского монастыря в Бессарабии.
В 1789 году епископом Амвросием (Серебренниковым) возведён в сан архимандрита.
27 февраля 1793 года хиротонисан во епископа Феодосийского и Мариупольского, викария Екатеринославской епархии.
Способствовал совместно с генералом от инфантерии графом М. В. Каховским строительству храма во имя святителя Николая в Карасубазаре и освятил его в 1793 году.
В январе 1794 года указом Святейшего Синода епископу Феодосийскому Иову были подчинены полуостров Фанагория (Тамань) и священники и приходы черноморского казачества.
В период с 1794 поп 1796 годы управлял приходами Крыма, в том числе в 1794 году передал в Аутский Успенский храм в районе Ялты (не сохранилась) средневековый святой антиминс и 26 икон. Отслужил здесь первые службы после восстановления храма.
В самом начале своего управления епархией в отношении к духовенству применял такие суровые меры, что заслужил строгий выговор от Священного Синода. После этого он стал вести себя осторожнее, но характера своего не изменил.
13 мая 1796 года назначен архиепископ Минский и Волынский. Минская кафедра, только что учреждённая 13 апреля 1793 года, имела совершенно особенные условия жизни Православия под владычеством Польши.
16 октября 1799 года Житомирское викариатство Минской епархии, включавшее в свой состав Волынскую губернию, было преобразовано в самостоятельную Волынскую и Житомирскую епархию, а связи с чем архиепископ Иов стал именоваться «Минским и Литовским».
При архиепископе Иове образовательный процесс находящейся в Слуцке Семинарии входит в стабильное русло. В 1803 году открылись высшие философский и богословский классы. Количество обучающихся неуклонно росло и в 1809 году составляло 146 человек.
Пятнадцатилетнее управление преосвященного Иова Минской епархией ввело епархиальную жизнь в ней в обычные рамки жизни российских епархий.
Он перевёл из Слуцка в город Минск архиерейскую кафедру и консисторию.
Под его непосредственным контролем исправлены все церковные строения, нуждавшиеся в ремонте, упорядочено устройство кладбищ и т. д. Неоценимую помощь в этом ему оказал отец Исаия.
7 февраля 1812 года переведён на Екатеринославскую кафедру. Избран вице-президентом Российского Юбилейного общества.
В 1817 года «за деятельное споспешествование Российскому Библейскому Обществу» получил алмазный крест на клобук.
Скончался 28 марта 1823 года. Погребён в склепе Самарского (под Екатеринославлем) загородного архиерейского дома.